# Томаш Гасілла
Томаш Гасілла (23 серпня 1990 , Брезно, Середньословацька область ) — Словацький біатлоніст, учасник Зимових Олімпійських ігор 2014 та 2018 років.

## Кар'єра
У змаганнях високого рівня Гасілла дебютував 2007 року. 5 років по тому увійшов до складу збірної Словаччини на етапи Кубка світу з біатлону. Перед тим він взяв участь у чотирьох чемпіонатах світу серед юніорів.
2011 року біатлоніст двічі здобував нагороди чемпіонату Європи серед юніорів із літнього біатлону. 2013 року він виборов бронзову медаль на першості світу з літнього біатлону в італійському Форні-Авольтрі на лижоролерах.
Найкращий результат спортсмена в особистих перегонах — 16-те місце в спринті на Чемпіонаті світу 2017 року в Гохфільцені.

## Результати за кар'єру
Усі результати наведено за даними Міжнародного союзу біатлоністів.

### Олімпійські ігри
| Змагання                        | Інд. перегони | Спринт | Перегони пер. | Мас-старт | Естафета | Змішана ес. |
| Олімпійські ігри 2014 Сочі      | 42            | 64     | -             | -         | 12       | -           |
| Олімпійські ігри 2018 Пхьончхан | 86            | 70     | -             | -         | 18       | -           |

### Чемпіонати світу
| Змагання                  | Інд. перегони | Спринт | Перегони пер. | Мас-старт | Естафета | Змішана ес. | Од. змішана ес. |
| ------------------------- | ------------- | ------ | ------------- | --------- | -------- | ----------- | --------------- |
| Конхіолахті 2015          | —             | 75     | —             | —         | 11       | 17          | Не пров.        |
| Осло 2016                 | —             | 62     | —             | —         | 12       | —           | Не пров.        |
| Гохфільцен 2017           | 60            | 16     | 43            | —         | 12       | 12          | Не пров.        |
| Естерсунд 2019            | —             | 39     | 56            | —         | 18       | 12          | 24              |
| Антгольц-Антерсельва 2020 | —             | 94     | —             | —         | 17       | —           | 26              |
| Поклюка 2021              | 55            | 69     | —             | —         | 17       | 18          | 21              |

### Кубки світу
- Найвище місце в загальному заліку: 64-те 2017 року.
- Найвище місце в окремих перегонах: 16-те.

Станом на 12 лютого 2017 року

#### Підсумкові місця в Кубку світу за роками
| Сезон     | Заг. залік | Спринт | Перегони пер. | Інд. перегони | Мас-старт |
| 2013–2014 | 79         | 67     | 79            | -             | -         |
| 2014–2015 | 91         | 84     | -             | 69            | -         |
| 2015–2016 | 78         | 90     | 58            | -             | -         |
| 2016–2017 | 64         | 57     | 77            | 47            | -         |
| 2018–2019 | 92         | 86     | 68            | -             | -         |